# The Honolulu Advertiser
The Honolulu Advertiser è stato un giornale quotidiano statunitense, pubblicato a Honolulu, Hawaii. Al tempo della chiusura, il 6 giugno 2010, era il giornale più diffuso nelle Hawaii. Il 7 giugno 2010, è stato fuso assieme all'Honolulu Star-Bulletin per creare l'Honolulu Star-Advertiser.